# Apague la luz y escuche (álbum)
Apague la luz y escuche es un álbum recopilatorio del cantautor guatemalteco Ricardo Arjona. Fue lanzado al mercado el 29 de julio de 2016.
El álbum cuenta con la colaboración del dúo cubano Buena Fe en el tema «Para bien o para mal». Buena Fe firmó en el año 2015 con la compañía discográfica Metamorfosis de Arjona. 
Apague la luz y escuche presenta tres temas inéditos de Arjona: «Nada es como tú», «Malena» y «Su menester».

## Lista de canciones
Todas las canciones escritas y compuestas por Ricardo Arjona. 
| N.º | Título                                                   | Duración |  |
| 1.  | «Adiós, melancolía»                                      | 5:16     |  |
| 2.  | «Te acuerdas de mí» (Carta no. 2)                        | 4:10     |  |
| 3.  | «Quesos, cosas, casas»                                   | 4:43     |  |
| 4.  | «Para bien o para mal» (con Buena Fe)                    | 4:34     |  |
| 5.  | «Lo poco que queda de mí»                                | 4:22     |  |
| 6.  | «Nada es como tú»                                        | 3:30     |  |
| 7.  | «Asignatura pendiente»                                   | 4:07     |  |
| 8.  | «Malena»                                                 | 2:53     |  |
| 9.  | «Que nadie vea»                                          | 2:53     |  |
| 10. | «A la medida»                                            | 5:17     |  |
| 11. | «Su menester»                                            | 4:20     |  |
| 12. | «Cisnes»                                                 | 4:48     |  |
| 13. | «Duerme»                                                 | 4:40     |  |
| 14. | «Caudillo»                                               | 5:12     |  |
| 15. | «De vez en mes»                                          | 5:12     |  |
| 16. | «Mi novia se me está poniendo vieja» (con Carlos Varela) | 5:01     |  |
| 17. | «Te juro» (Bonus Track)                                  | 4:07     |  |
| 18. | «Puente» (Bonus Track)                                   | 4:48     |  |

## Posicionamiento en listas
| Listas (2016)     | Mejor posición |
| ----------------- | -------------- |
| Argentina (CAPIF) | 1              |